# Pattanagere
Pattanagere is een dorp in het district Chikmagalur van de Indiase staat Karnataka. 

## Demografie
Volgens de Indiase volkstelling van 2001 wonen er 95.769 mensen in Pattanagere, waarvan 53% mannelijk en 47% vrouwelijk is. De plaats heeft een alfabetiseringsgraad van 69%. 